# Hơi nước siêu nhiệt

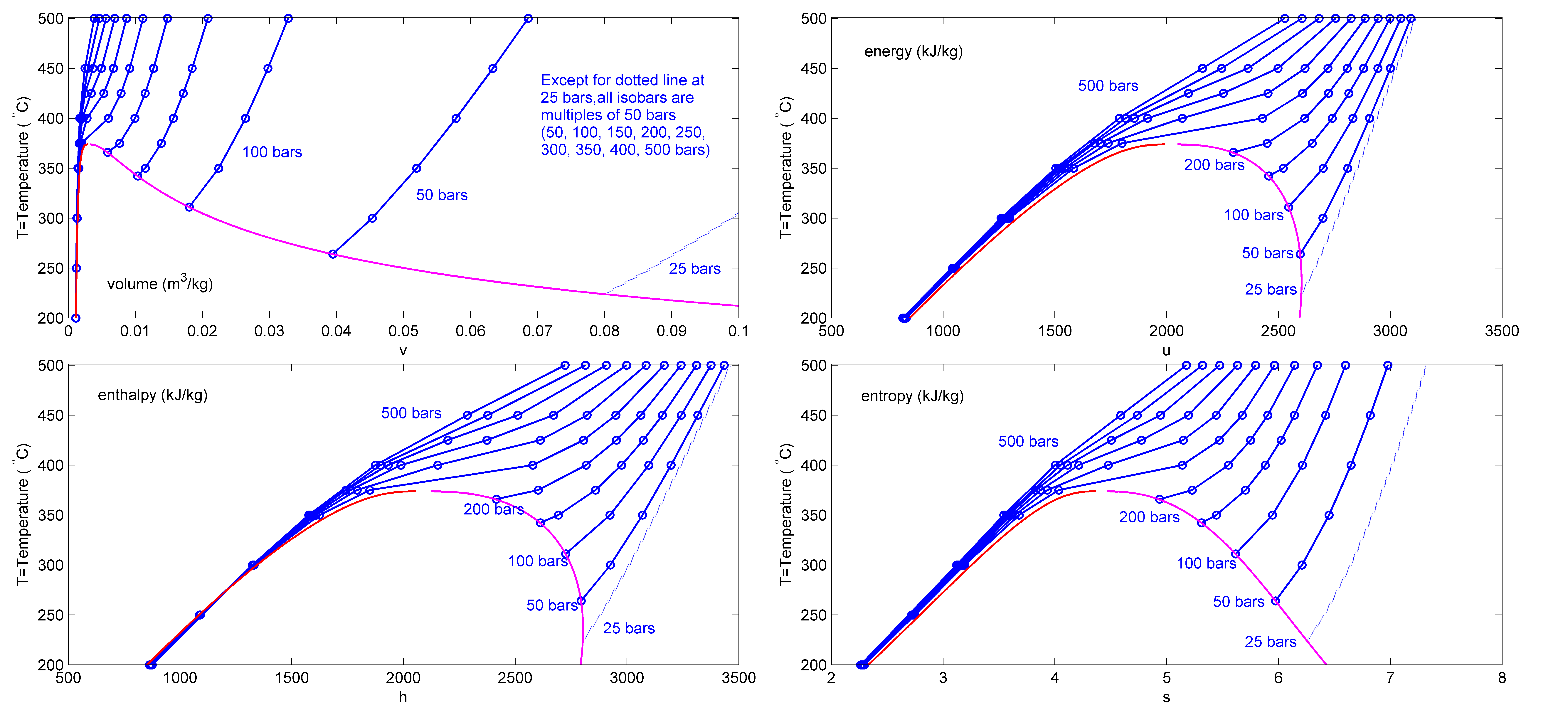
Thể tích (v), năng lượng (u), entanpi (h), và entropy (s) so với nhiệt độ (C) của một khối hơi nước siêu nhiệt

Hơi nước siêu nhiệt (superheated steam) là hơi nước nóng ở một nhiệt độ cao hơn điểm hóa hơi của nó ở áp suất tuyệt đối mà nhiệt độ được đo. Nó thường có nhiệt độ từ 300 tới 600°C.
Hơi nước siêu nhiệt do đó có thể nguội đi (mất nội năng) một phần, dẫn đến nhiệt độ của nó giảm đi nhưng sự thay đổi trạng thái (tức là ngưng tụ) từ chất khí trở thành một hỗn hợp hơi bão hòa và chất lỏng không xảy ra. Nếu một lượng hơi nước không bão hòa (một hỗn hợp chứa cả hơi nước và các giọt nước nhỏ) được cấp nhiệt ở áp suất không đổi, nhiệt độ của nó cũng không đổi trong khi chất lượng hơi (sự khô của hơi, hay phần trăm hơi bão hòa) sẽ lên đến 100%, và trở thành hơi nước bão hòa khô. Tiếp tục cấp nhiệt sẽ làm cho hơi nước bão hòa khô trở thành "siêu nhiệt". Điều này sẽ xảy ra nếu nước hơi bão hòa tiếp xúc với một bề mặt với nhiệt độ cao hơn.
Hơi nước siêu nhiệt và nước thể lỏng không thể cùng tồn tại trong trạng thái cân bằng nhiệt động, do bất kỳ lượng nhiệt thêm vào hỗn hợp hơi và nước sẽ chỉ làm bay hơi thêm nước và hơi nước sẽ trở thành hơi nước bão hòa. Tuy nhiên hạn chế này có thể bị vi phạm tạm thời trong những trường hợp không cân bằng. Để sản xuất hơi nước siêu nhiệt trong một nhà máy điện hoặc cho các quá trình khác (chẳng hạn, sấy khô giấy) hơi nước bão hòa xuất từ một lò hơi được dẫn qua một thiết bị làm nóng tách biệt (gọi là lò siêu nhiệt) để truyền thêm nhiệt vào hơi nước bằng cách tiếp xúc hay dùng bức xạ.
Hơi nước siêu nhiệt không phù hợp để dùng trong khử trùng. Đó là bởi vì hơi nước siêu nhiệt là cực kỳ khô. Hơi nước khô phải tới một nhiệt độ cao hơn và các vật liệu phải được tác dụng trong một thời gian lâu hơn để có cùng hiệu quả. Hơi nước siêu nhiệt cũng không hữu ích trong sưởi nóng, nó chứa nhiều năng lượng hơn và có thể thực hiện nhiều công hơn hơi nước bão hòa, nhưng thành phần nhiệt của nó kém hữu dụng hơn. Điều này là do hơi nước siêu nhiệt có hệ số dẫn nhiệt bằng với của không khí, do đó nó là chất cách nhiệt - một chất dẫn nhiệt kém.
Hơi nước gần như siêu nhiệt có thể được sử dụng trong khử trùng kháng khuẩn các màng sinh học trên các bề mặt cứng.
Giá trị sử dụng lớn nhất của hơi nước siêu nhiệt nằm ở nội năng khổng lồ của nó, có thể được sử dụng trong các tuabin hơi nước và piston tương hỗ, để gây ra chuyển động quay của một trục máy. Trong những ứng dụng này giá trị của hơi nước siêu nhiệt nằm ở chỗ nó có thể giải phóng lượng nội năng rất lớn nhưng vẫn ở trên nhiệt độ ngưng tụ của hơi nước; ở áp suất mà tuabin phản ứng và động cơ piston tương hỗ hoạt động. Điều quan trọng nhất trong những ứng dụng trên là bởi vì hơi nước nếu chứa nhiều giọt nước nhỏ sẽ hầu như không nén được ở những áp suất đó. Trong một tua bin hơi hay một động cơ tương hỗ, nếu hơi nước thực hiện công bị nguội tới một nhiệt độ mà các giọt nước có thể hình thành thì các giọt này khi bị cuốn theo dòng hơi sẽ va đập vào các bộ phận máy móc với đủ lực để làm cong, nứt hay làm gãy chúng. Hơi nước siêu nhiệt và giảm áp suất thông qua giãn nở đảm bảo rằng dòng hơi vẫn ở dạng khí nén trong suốt quá trình đi qua tuabin hoặc động cơ, ngăn ngừa hư hỏng các bộ phận chuyển động bên trong.

## Hơi nước bão hòa
Hơi nước bão hòa là hơi nước ở trạng thái cân bằng nhiệt động với nước nóng ở cùng áp suất, tức là nó chưa nóng đến quá điểm sôi đối với áp suất của nó. Điều này hoàn toàn trái ngược với hơi nước siêu nhiệt, trong đó hơi nước đã được tách khỏi các giọt nước, sau đó nhiệt bổ sung được thêm vào.
Các giọt nước ngưng tụ là một nguyên nhân gây hư hỏng cho các cánh của tuabin hơi nước, lý do tại sao những tuabin như vậy hoạt động dựa vào hơi nước khô và siêu nhiệt.
Hơi nước khô là hơi nước bão hòa được đun siêu nhiệt rất ít, không đủ để thay đổi năng lượng của nó một cách đáng kể, nhưng độ tăng nhiệt độ là đủ để tránh các vấn đề ngưng tụ, với sự mất mát nhiệt độ vừa phải trên nguồn cung cấp hơi nước. Tới cuối thế kỷ 19, khi quá trình siêu nhiệt vẫn là một công nghệ chưa chắc chắn, làm khô hơi nước mang lại ưu điểm tránh ngưng tụ của siêu nhiệt mà không cần đến lò hơi hoặc kỹ thuật bôi trơn phức tạp của bộ máy siêu nhiệt hoàn toàn.
Trái lại, hơi nước chứa nhiều giọt nước nhỏ được gọi là hơi nước ẩm ướt. Nếu hơi nước ẩm ướt được làm nóng hơn nữa, các giọt nước sẽ hóa hơi, và tới một nhiệt độ đủ cao (phụ thuộc vào áp suất), tất cả giọt nước sẽ hóa hơi hết, hệ ở trạng thái cân bằng lỏng–hơi, và nó trở thành hơi nước bão hòa.
Hơi nước bão hòa có ưu điểm trong sự truyền nhiệt do có ẩn nhiệt hóa hơi cao. Nó là một phương tiện trao đổi nhiệt rất hiệu quả. Nói một cách đơn giản, hơi nước bão hòa ở điểm sương tại nhiệt độ và áp suất tương ứng. Nhiệt hóa hơi (hay ngưng tụ) điển hình là 970 Btu/lb (2256.5 kJ/kg) đối với hơi nước bão hòa ở áp suất khí quyển.

## Ứng dụng
- Hơi nước siêu nhiệt được sử dụng trong các đầu máy hơi nước.[1] So với hơi nước bão hòa, hơi nước siêu nhiệt đã được làm khô một cách hiệu quả, tăng nhiệt độ của nó đến một điểm mà ở đó khả năng ngưng tụ ít hơn nhiều và làm tăng thể tích của nó một cách đáng kể. Những yếu tố này làm tăng sức mạnh và tính kinh tế của đầu máy. Tuy nhiên, những bất lợi chính của nó nằm ở độ phức tạp và chi phí tăng thêm của ống dẫn siêu nhiệt và ảnh hưởng bất lợi mà hơi "khô" gây ra đối với việc bôi trơn các bộ phận chuyển động như van hơi.
- Các ứng dụng tiềm năng khác của hơi quá nhiệt bao gồm: làm khô, làm sạch, phân lớp, kỹ thuật phản ứng, làm khô epoxy, công nghệ đóng cứng, hệ thống năng lượng và công nghệ nano.
- Ứng dụng của hơi nước siêu nhiệt trong việc khử trùng môi trường nhà máy chế biến thực phẩm khô đã được báo cáo.[10]
- Hơi nước siêu nhiệt thường không được sử dụng làm chất trao đổi nhiệt do có hệ số dẫn nhiệt thấp.[11] Trong công nghiệp tinh chế và hydrocacbon, hơi nước siêu nhiệt được sử dụng chủ yếu cho các mục đích tẩy rửa và làm sạch.
- Hơi nước đã được sử dụng trong việc khử trùng đất và kiểm soát sâu bệnh từ những năm 1890. Hơi nước nóng được xông vào đất làm cho hầu hết vật chất hữu cơ bị biến chất (từ "khử trùng" được sử dụng, nhưng không hoàn toàn chính xác vì không phải toàn bộ vi sinh vật cần bị tiêu diệt). Khử trùng đất bằng hơi nướclà một giải pháp thay thế hiệu quả cho nhiều loại hóa chất trong nông nghiệp, được những người trồng trọt trong nhà kính sử dụng rộng rãi. Hơi nước ướt thường được sử dụng trong quá trình này, nhưng nếu nhiệt độ của đất cần phải trên điểm sôi 212 °F (100,0 °C) của nước, phải sử dụng hơi nước siêu nhiệt.[12]